# クラトン

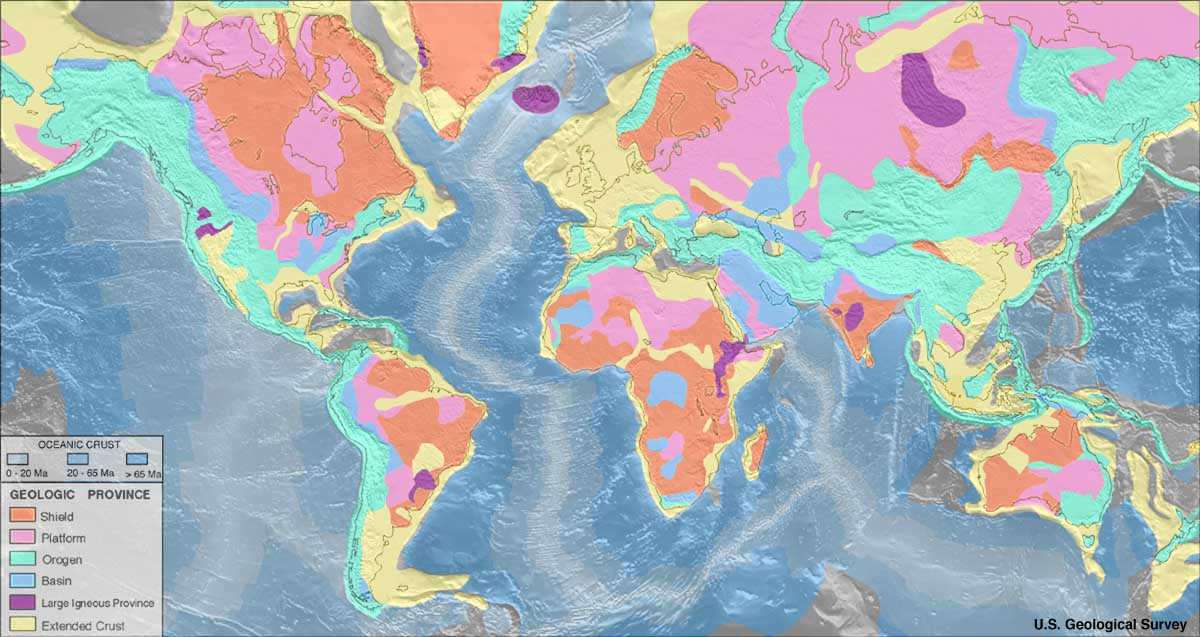
世界の地質学的区域図（アメリカ地質調査所）
楯状地
プラットフォーム
造山帯
盆地
巨大火成岩岩石区
大陸地殻延長部
海洋地殻：
0-20 Ma (100万年前)
20-65 Ma
>65 Ma

クラトン（英語: Craton、ドイツ語: Kraton）とは、大陸地殻のうち、カンブリア紀以前に安定化した部分を指す。安定陸塊（あんていりくかい）、安定地塊（あんていちかい）、剛塊（ごうかい）とも呼ばれる。楯状地、プラットフォーム（卓状地）とほぼ一致し、造山帯、付加体に対立する概念である。
代表例としては、カナダ楯状地を包含する北アメリカ・クラトン、ダルワール・クラトン、東ヨーロッパ・クラトン、東南極クラトンなどが挙げられる。これらは、最低でも過去5億年、大陸の合体や超大陸の分離（ウィルソンサイクル）の影響をほとんど受けなかった大陸地殻の古い安定な部分であり、中には30億年以上存在してきた物も存在する。このためクラトンの地表部分では侵食が進み、台地や準平原、構造平野などを形成している。

## 概要
クラトンは、通常は大陸の内部で見つかる。特徴として、花崗岩など低比重の珪長質の火成岩から成る、古代に形成された結晶質の基盤岩の地殻を有する。これらは、厚い地殻と、マントル の中、200 kmの深さまで及ぶ根（下部リソスフェア）を持っている。
クラトンという用語は、安定な大陸の内陸部分を、沈み込み帯などに伴って形成される、帯状の堆積物が成す地向斜性トラフ（つまり付加体）などから区別するのに使われる。
散在する各大陸の中央クラトンは、楯状地とプラットフォームおよび結晶質基盤岩とほぼ一致する。楯状地はクラトンの一部であり、通常は先カンブリア時代の岩盤が、地表に散発的に露出している場所である。これに対して、プラットフォームは基盤岩が水平、または、ほぼ水平な堆積物の層によって覆われた場所である。
クラトンという用語は、ドイツ人の地質学者 L. Kober により、1921年に「安定な大陸の台地（陸塊）"Kratogen"」として導入された。また同時に、"orogen" が、山あるいは造山帯を指す用語として導入された。
後代の著作者達が、前者を kraton と縮め、これがさらに craton と変化した。

## 地質学的区域
各クラトンは、地質学的にさらに細かい地質学的区域に分割される。各地質学的区域は、共通する地質学的な属性に基づいて空間的に仕切られた単体 (entity) である。各区域は、構造盆地や褶曲帯などの単一の支配的な構造要素のみを含む場合も、幾つかの連続した構造要素を含む場合もある。なお、仮に隣接する区域が、同様の構造を持つ場合であっても、それぞれが異なる形成履歴を持っていれば、別の地質学的区域と見なされる場合もある。
ただし、地質学的区域は、論議の文脈や背景によって、幾つかの異なる意味を持ち得る。

## 構造
大陸クラトンは、マントルの中まで達する深い根（下部リソスフェア）を持っている。マントルの地震波トモグラフィーによる解析では、クラトンがリソスフェアに相当する、異常に温度の低いマントルの上に乗っており、このリソスフェアは約100 kmの厚さを有する事を示している。さらに、充分に古い海洋性リソスフェア、あるいは、非クラトン性大陸リソスフェアと比較して、少なくとも、2倍以上の厚さを持つ事も示している。したがって、幾つかのクラトンは、最深部においてアセノスフェアに錨着しているのではないかとの論議が有る。
クラトンが有するマントル中の根は、化学的にマントルと区別されなければならない。なぜなら、マントルに対して、クラトンの根は、中立か正の浮力を持つはずであり、そのためには、地熱反応による体積減少に伴う密度増加を相殺する程度に、本来の密度が低くなければならないからである。
マントル中の根の岩石サンプルは橄欖岩を含んでおり、これらは、キンバーライト・パイプと呼ばれる、火山活動性のパイプの内容物として、地表に運び上げられる。ここに含まれる岩石がキンバーライトで、しばしばダイヤモンドのような地球深部で形成された鉱物が含有される。キンバーライト・パイプの内容物は、クラトンの成分と矛盾しない密度を持ち、高温で部分融解を起こしたマントルの融け残り成分から構成されている。橄欖岩の団塊は、部分融解で変成したマントル岩石の一部分であり、深部の構成成分とクラトンの起源を知るために重要である。
斜方輝石橄欖岩（harzburgite）は橄欖岩の1種であり、玄武岩やコマチアイトなどから、融解成分を取り除いた結晶質の残滓である。
アルプス型橄欖岩は、最上部マントルのスラブ（多くは海洋リソスフェア）を起源とし、やはり部分融解成分が抽出された残渣であるが、事後的に海洋地殻と一緒に、衝上断層に沿ってアルプス山脈まで押し上げられた岩石である。エクロジャイトと呼ばれる、橄欖岩に付随する一群の内容物は、成分で見れば海洋地殻に対応する岩石から構成されているが、深いマントル中の高温高圧環境で変成作用を受けた岩石である。含有される元素の同位体の含有比率などによる研究は、多数のエクロジャイトの内容物は、古代の海洋地殻が、数十億年前に、キンバーライトのダイヤモンド領域に当たる、150 km以上の深さに沈み込んだ物であると明らかにした。これらは、深部で発生したマグマ噴出活動によって地表に運ばれるまで、浮遊状態のプレートの中に固定されたままであった。もしも、橄欖岩とエクロジャイトから成る内容物が、同時期に形成されたのであれば、橄欖岩も、数十億年前に海底を拡張した海嶺か、あるいは、海洋地殻の沈み込みの影響を受けたマントルに起源を有する事を意味する。
地球は、その形成後の初期の年代において今よりも高温であった。このため、海底を拡張する海嶺では、現在よりも大量の融解が発生して、20 kmを超える厚さの地殻を持った海洋リソスフェアを生成した。そして、その分だけ、マントルの厚さは減殺された。よって、クラトンが有するマントル中の根は、浮力を持ったまま沈み込んだ海洋リソスフェアで構成されていると考えられる。これらの深部のマントル中の根は、クラトンの安定性、錨着力、存在の持続性を増大させ、プレート相互の衝突による、プレートの肥厚化や、堆積物の沈み込みに伴う破壊に対する、クラトンの感受性を大幅に低下させる働きを持つ。

## クラトンの形成
地球の初期に存在した岩石からクラトンが形成されたプロセスは、クラトン化（cratonization）と呼ばれている。クラトン性の陸塊は、太古代に形成された。太古代初期においては、地球内部からの熱流量は、現在の3倍近くあったと推定されている。これは、放射性同位元素の濃度が高かった上に、地球の降着形成 (accretion) 時の残熱が原因である。
その頃のプレート運動および火山性活動は、現在より相当活発であったと考えられており、マントルは現在よりも流動性が相当大きく、地殻はもっと薄かったとされる。これは、海嶺とホットスポットにおける海洋地殻の急速な形成、および沈み込み帯における海洋地殻の、急速なリサイクリングの原因となっただろう。当時の地球の表面付近は、恐らく、小さな多数のプレートに分断され、これに伴う火山島や弧状列島が大量に存在しただろうと考えられている。地殻性の岩石が、ホットスポットで融解と凝固を繰り返し、また沈み込み帯でリサイクルを繰り返すうちに、幾つかの始原大陸が形成された。こうして形成された始源大陸が、クラトンだとされる。
太古代初期においては、大きな大陸は存在しなかったと考えられている。おそらく、中太古代 (Mesoarchean) においては、高頻度の地殻変動が、より大きなユニットへの合体化を妨げたため、小さな始原大陸が普通であったであろう。
これらの珪長質の始原大陸（クラトン）は、ホットスポットで様々な材料： 珪長質岩を溶かし込んだ苦鉄質(mafic) のマグマ、部分融解した苦鉄質岩、変成作用を受けた珪長質岩の堆積物、などから形成されたであろう。
最初の幾つかの大陸が太古代に形成されたにもかかわらず、この時代の岩石は、現存する地球上のクラトンの7パーセントを構成するに過ぎない。過去の形成物の侵食や破壊を勘案しても、現在の大陸地殻のうち、太古代に形成された部分は、どんなに多くとも、40パーセント程度に過ぎないことが、各種の証拠から示唆されている (Stanley, 1999)。
太古代に、クラトン化のプロセスが、最初どのようにして始まったかについての漸進的概観の1つが、ハミルトンによって与えられた (Hamilton, 1999)。

大部分が海底にあった、非常に厚い苦鉄質の岩盤の部分、その下の超苦鉄質岩盤、火成岩の岩盤、そして最も若い、珪長質の火成岩、および堆積岩は、部分融解によって流動性となった地殻下部に駆動され上昇する、複数のドーム状の珪長質のバソリス（底盤）の間で圧縮されて、複雑な向斜を形成する。
地殻上部の花崗岩とグリーンストーンの岩体は、ドーム状褶曲を伴う成分の転化を受けながら、穏やかな空間的な収縮を経て、地殻下部から切り離されるが、この後に、すぐにクラトン化が続く。
トーナル岩性の基盤岩が、幾つかのグリーンストーンの区域の下に保存されているが、基盤岩直上の堆積岩 (supracrustal rock) は、ほとんどの場合、若い貫入岩に取って代わられていった。恐らく、当時はマントルプルームが、まだ存在せず、発達途上の大陸は、より冷えた地域に集められていった。熱い地域の上部マントルは、部分的に融解しており、大部分が超苦鉄質の大量のマグマが、地殻の最も薄い部分に一時的に集中的にできた、海底の火道や裂け目を通じて噴出した。
現在まで生き残っている太古代の地殻は、より冷えた、マントルがより非活動的な地域でできた。そこでは、より大きな安定性が、部分的に融解した密度の低い珪長質岩が、通常はあり得ないほど厚い、火山性の集積物の形成を可能にした。

## 地域
- ローレンシア（カナダ楯状地） - ハドソン湾の地域
- バルト楯状地（フェノスカンジア）
- シベリア卓状地（アンガラランド） - シベリア大陸
- ゴンドワナランド
  - ブラジル楯状地、アフリカ楯状地、アラビア楯状地、オーストラリア楯状地、インド楯状地、南極大陸（の一部分）
- シナ地塊 - アジア大陸東部